# Relación interpersonal
Las relaciones interpersonales son asociaciones entre dos o más personas. Estas asociaciones pueden basarse en emociones y sentimientos, como el amor y el gusto artístico, el interés por los negocios y por las actividades sociales, las interacciones y formas colaborativas en el hogar, entre otros. Las relaciones interpersonales tienen lugar en una gran variedad de contextos, como la familia, los grupos de amigos, el matrimonio, los entornos laborales, los clubes sociales y deportivos, las comunidades religiosas y todo tipo de contextos donde existan dos o más personas en comunicación.
Una relación interpersonal es una fuerte, profunda o cercana asociación, entre dos o más personas.
La atracción, amor, solidaridad e interacciones de negocios los trae juntos y eventualmente resulta una relación interpersonal sólida. Las personas en una relación interpersonal pueden interactuar abiertamente, en cubierto, cara a cara o hasta anónimamente. Estas ocurren entre personas que llenan implícitamente o explicitamente las necesidades físicas o emocionales. Pueden ocurrir con amigos, familias, trabajadores, extraños, amigos virtuales, doctores o clientes.
Las relaciones interpersonales pueden ser reguladas por ley, por costumbre o por acuerdo mutuo, y son una base o un entramado fundamental de los grupos sociales y de la sociedad en su conjunto. Estas relaciones juegan un papel fundamental en el desarrollo integral de las personas. A través de ellas, el individuo obtiene importantes refuerzos sociales del entorno más inmediato, lo que favorece su adaptación e integración al mismo. 

## Las relaciones humanas

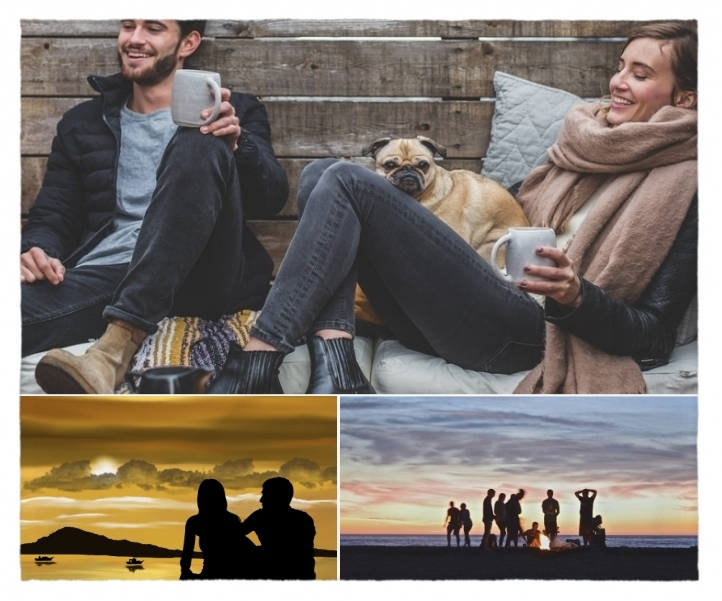
Personas teniendo relaciones interpersonales

Las relaciones humanas se dan entre diferentes personas con el mismo nivel pos sociales, como familia, amigos, personas conocidas. Se sabe que un 80% de las personas que participan en las relaciones humanas son sociables y un 20% no lo son. Una relación es habitualmente percibida como comunicación estrecha entre dos individuos, por ejemplo, relaciones íntimas o amorosas o relaciones padres e hijos. Obviamente, un individuo también puede establecer una relación firme con un grupo de varios individuos no particularmente emparentados entre sí.

## Relaciones familiares

### Padres-hijos
En la antigüedad, las relaciones padre-hijo solían estar marcadas por el miedo, ya fuera a la rebelión o al abandono, lo que dio lugar a los estrictos roles filiales en, por ejemplo, la antigua Roma y China. Freud concibió el Complejo edípico, la supuesta obsesión que los jóvenes varones tienen hacia sus madres y el temor y rivalidad con sus padres que la acompañan, y el complejo de Electra, en el que la joven siente que su madre la ha castrado y por ello se obsesiona con su padre. Las ideas de Freud influyeron durante décadas en el pensamiento sobre las relaciones entre padres e hijos.
Otra concepción temprana de las relaciones entre padres e hijos era que el amor sólo existía como un impulso biológico de supervivencia y consuelo por parte del niño. En 1958, sin embargo, el estudio de Harry Harlow " The Hot Wire Mother" que comparaba las reacciones de los rhesus ante las "madres" sustitutas de alambre y las "madres" de tela demostró que el afecto era deseado por cualquier cuidador y no solo por las madres sustitutas.
El estudio sentó las bases de la teoría del apego de Mary Ainsworth, mostrando cómo los bebés utilizaban a sus "madres" de tela como base segura desde la que explorar. En una serie de estudios en los que se utilizó la situación extraña, un escenario en el que un bebé es separado y luego reunido con sus padres, Ainsworth definió tres estilos de relación padre-hijo.
- Los bebés apegados con seguridad echan de menos a sus padres, los saludan alegremente a su regreso y muestran una exploración normal y falta de miedo cuando sus padres están presentes.
- Los bebés "inseguros evasivos" muestran poca angustia ante la separación e ignoran al cuidador cuando vuelven. Exploran poco cuando el progenitor está presente. Los bebés también tienden a no estar disponibles emocionalmente.[11]
- Los bebés Inseguros ambivalentes están muy angustiados por la separación, pero siguen angustiados al regreso de los padres; estos bebés también exploran poco y muestran miedo incluso cuando los padres están presentes.
- Algunos psicólogos han sugerido un cuarto estilo de apego, desorganizado, llamado así porque el comportamiento de los bebés parecía desorganizado o desorientado.[12]

Las relaciones de apego seguro están vinculadas a mejores resultados sociales y académicos y a una mayor interiorización de la moral, ya que la investigación propone la idea de que las relaciones entre padres e hijos desempeñan un papel clave en el desarrollo de la moralidad de los niños pequeños. Las relaciones de apego seguro también están relacionadas con una menor delincuencia infantil, y se ha descubierto que predicen el éxito posterior de las relaciones.
Durante la mayor parte de finales del siglo XIX hasta el siglo XX, la percepción de las relaciones entre adolescentes y padres era la de una época de agitación. [G. Stanley Hall]] popularizó el modelo "Sturm und drang", o tormenta y estrés, de la adolescencia. La investigación psicológica ha pintado un panorama mucho más tranquilo. Aunque los adolescentes buscan más el riesgo y los adultos emergentes tienen tasas de suicidio más altas, son en gran medida menos volátiles y tienen relaciones mucho mejores con sus padres de lo que sugiere el modelo de tormenta y estrés La adolescencia temprana suele marcar un declive en la calidad de la relación padres-hijos, que luego se reestabiliza a lo largo de la adolescencia, y las relaciones a veces son mejores al final de la adolescencia que antes de su inicio. Con el aumento de la edad media al matrimonio y más jóvenes que asisten a la universidad y viven con sus padres después de la adolescencia, el concepto de un nuevo período llamado adultez emergente ganó popularidad. Se considera un periodo de incertidumbre y experimentación entre la adolescencia y la edad adulta. Durante esta etapa, las relaciones interpersonales se consideran más centradas en uno mismo, y las relaciones con los padres pueden seguir siendo influyentes.

### Hermanos
Las relaciones entre hermanos tienen un profundo efecto en los resultados sociales, psicológicos, emocionales y académicos. Aunque la proximidad y el contacto suelen disminuir con el tiempo, los vínculos entre hermanos siguen teniendo efecto a lo largo de toda la vida. Los vínculos entre hermanos son una de las pocas relaciones duraderas que pueden experimentar los seres humanos. Las relaciones entre hermanos se ven afectadas por las relaciones entre padres e hijos, de modo que las relaciones entre hermanos en la infancia a menudo reflejan los aspectos positivos o negativos de las relaciones de los niños con sus padres.

## Etapas
Las relaciones interpersonales son sistemas dinámicos que cambian continuamente durante su existencia. Como los organismos vivos, las relaciones tienen un principio, una duración y un final. Tienden a crecer y mejorar gradualmente, a medida que las personas se conocen y se acercan emocionalmente, o se deterioran gradualmente a medida que las personas se distancian, siguen adelante con sus vidas y forman nuevas relaciones con otras personas. Uno de los modelos más influyentes del desarrollo de las relaciones fue propuesto por el psicólogo George Levinger. Este modelo se formuló para describir las relaciones románticas heterosexuales entre adultos, pero también se ha aplicado a otros tipos de relaciones interpersonales. Según el modelo, el desarrollo natural de una relación sigue cinco etapas:
1. Conocimiento y amistad - El conocimiento depende de las relaciones previas, la proximidad física, las primeras impresiones y otros factores. Si dos personas empiezan a gustarse, las interacciones continuadas pueden llevar a la siguiente etapa, pero el conocimiento puede continuar indefinidamente. Otro ejemplo es la asociación
2. Acumulación - Durante esta etapa, las personas empiezan a confiar y a preocuparse el uno por el otro. La necesidad de intimidad, la compatibilidad y agentes filtradores como los antecedentes y objetivos comunes influirán en si la interacción continúa o no.
3. Continuación - Esta etapa sigue a un compromiso personal mutuo bastante fuerte y cercano de amistad a largo plazo, relación romántica o incluso matrimonio. Suele ser un periodo largo y relativamente estable. No obstante, durante este tiempo se producirá un crecimiento y desarrollo continuos. La confianza mutua es importante para mantener la relación.
4. Deterioro - No todas las relaciones se deterioran, pero las que lo hacen tienden a mostrar signos de problemas. Puede haber aburrimiento, resentimiento e insatisfacción, y las personas pueden comunicarse menos y evitar revelarse. La pérdida de confianza y las traiciones pueden tener lugar a medida que continúa la espiral descendente, lo que finalmente acaba con la relación. (Alternativamente, los participantes pueden encontrar alguna forma de resolver los problemas y restablecer la confianza y la fe en los demás).
5. Fin - La etapa final marca el fin de la relación, ya sea por ruptura, muerte o por separación espacial durante bastante tiempo y rompiendo todos los lazos existentes ya sea de amistad o amor romántico.

### Terminación de una relación
Según la última Revisión sistemática de la literatura económica sobre los factores asociados a la satisfacción vital (de 2007), las relaciones estables y seguras son beneficiosas y, en consecuencia, la disolución de la relación es perjudicial.
La American Psychological Association ha resumido la evidencia sobre rupturas. En realidad, la ruptura puede ser una experiencia positiva cuando la relación no amplió el yo y cuando la ruptura conduce al crecimiento personal. También recomiendan algunas formas de afrontar la experiencia:
- Centrarse intencionadamente en los aspectos positivos de la ruptura ("factores que conducen a la ruptura, la ruptura en sí, y el tiempo justo después de la ruptura").
- Minimizar las emociones negativas
- Escribir en un diario los aspectos positivos de la ruptura (por ejemplo, "comodidad, confianza, empoderamiento, energía, felicidad, optimismo, alivio, satisfacción, agradecimiento y sabiduría"). Este ejercicio funciona mejor, aunque no exclusivamente, cuando la ruptura es mutua.[23]

Menos tiempo entre una ruptura y una relación posterior predice una mayor autoestima, seguridad en el apego, estabilidad emocional, respeto por la nueva pareja y mayor bienestar. Además, las relaciones de rebote no duran menos que las relaciones normales. El 60% de las personas son amigas de uno o más ex. El 60% de las personas ha tenido una relación intermitente. El 37% de las parejas que cohabitan, y el 23% de los casados, han roto y vuelto con su pareja actual.
Poner fin a una relación conyugal implica el divorcio o la anulación. Una de las razones citadas para el divorcio es la infidelidad. Los factores determinantes de la infidelidad son objeto de debate entre proveedores de servicios de citas, feministas, académicos y divulgadores científicos. Según Psychology Today, el nivel de compromiso de las mujeres, más que el de los hombres, determina en mayor medida si una relación continuará.

## La diplomacia interpersonal
La diplomacia no necesariamente está ligada con las relaciones comerciales o con las relaciones internacionales, pues también es de aplicación en otros círculos, y se refiere al tacto y a la prudencia que siempre es bueno tener a efectos que las relaciones interpersonales se desarrollen en armonía. Todos debemos asumir un rol diplomático en nuestras relaciones con los otros, y aún en el ámbito familiar, debemos regirnos por principios, por valores educativos e incluso de etiqueta (convenciones sociales) propios de una sociedad civilizada, aspectos que enriquecen la diplomacia interpersonal.

## Sociología
La sociología es el estudio de las relaciones humanas sociales e instituciones, esta es muy diversa ya que abarca a diferentes tipos de entornos sociales tales como de crimen a religión, de la familia al estado, de las divisiones de raza y clase social a las creencias que están compartidas por una cultura en común. Unificando el estudio de estos diversos temas es el propósito de la sociología; el entendimiento de como la acción humana y la conciencia, ambas forman y son formadas por estructuras sociales y culturales que los rodea.
La sociología se interesa en los aspectos que vienen de expresarse, aunque desde el punto de vista de la estructuración de la sociedad. Las relaciones implican grupos que forman redes sociales. Las redes sociales son estudiadas por la psicología social que se interesa particularmente en las relaciones interpersonales, incluyendo relaciones del tipo « dominante/dominado », « acosador/víctima » y demás relaciones. Corresponde destacar que el movimiento por las relaciones humanas se estructuró en los años 1930 alrededor de Elton Mayo.